# Administration et processus de décision
Administration et processus de décision (Administrative Behavior: a Study of Decision-Making Processes in Administrative Organization) est un livre de Herbert Simon (1916-2001). Ce livre défend l'idée que la prise de décision est au cœur de l'administration des organisations et que  le vocabulaire de la théorie de l'administration doit dériver de celui de la logique et de la psychologie inhérentes aux choix humains. Dans cette optique, le livre ambitionne de décrire l'administration de façon à « jeter les bases  d'une analyse scientifique (in a way that will provide the basis for scientific analysis) »,,,.
La première édition du livre  est publiée en 1947; la seconde en 1957, la troisième en 1976 et la quatrième en 1997. Comme l'a résumé Paul Lewis, à l'occasion des obsèques de Simon, le livre « rejette l'idée d'un homme économique omniscient capable de décisions qui amène le plus grand bénéfice possible. Il lui substitue l'idée d'un homme administratif se satisfaisant de chercher une action satisfaisante (reject[ed] the notion of an omniscient 'economic man' capable of making decisions that bring the greatest benefit possible and substitut[ed] instead the idea of 'administrative man' who satisfices —looks for a course of action that is satisfactory). » Ce livre jette les bases de ce que certains appelleront l'École Carnegie du nom de l'université où ont travaillé à côté d'Herbert Simon les principaux membres de cette école à savoir James March et Richard Cyert.
Le livre est marqué par une forte interdisciplinarité mêlant science politique et économie. Simon revient sur certaines idées de son livre  dans son  The Sciences of the Artificial (1969),. L'Académie des sciences suédoises  en lui accordant en 1978, le prix Nobel d'économie considère que ce livre a marqué son époque, En 1990  un article de la Public Administration Review (en)  considérait ce livre comme étant le plus remarquable  du demi-siècle (1940-1990). Ce livre a été également  élu comme le cinquième ouvrage le plus influent en management du 20e siècle par un jury constitué de membres de l'académie de management.

## Origines du livre
Le livre est issu de la thèse de Simon soutenue à l'Université de Chicago dans le département science politique alors dirigé par  Charles Edward Merriam.:53.:55–63
En 1936, Simon commence à travailler comme assistant de recherche à mi-temps puis membre à plein temps de l'équipe de l'International City/County Management Association (ICMA).:69–92:76–77,84–87,96–97.
À l'ICMA, il familiarise avec l'administration  et publie en 1938 son premier livre en collaboration avec son directeur Clarence Ridley intitulé : Measuring Municipal Activities: a Survey of Suggested Criteria and Reporting Forms for Appraising Administration.:64,72. Si dans sa thèse à laquelle il commence à penser dès 1937, il  reconnait l'influence de Ridley, néanmoins, il n'a réellement commencé à l'écrire qu'après avoir quitté l'ICMA.:64–65,69–72,74
Entre 1939 et 1942, Simon travaille à Institute of Governmental Studies de Université de Californie à Berkley de 1939 à 1942.:78–85. C'est dans cette université qu'il termine sa thèse qu'il soutient à l'université de Chicago devant un jury comprenant : Leonard D. White, C. Herman Pritchett, Clarence Ridley, and Charner Marquis Perry.:84.:84–85

## Influences
La thèse et le livre d'Herbert Simon ont été influencés par le livre de  Chester Barnard de 1938 : The Functions of the Executive (1938). En 1991, dans son autobiographie, Simon écrit qu'il trouve le livre de Barnard supérieur aux autres écrits  sur l'administration de l'époque. Il présente aussi l'avantage d'être en phase avec la volonté de Simon d'étudier la prise de décision sous l'angle du management.:73 Ce livre que Simon a lu très soigneusement l'a conduit à se focaliser essentiellement sur la prise de décision.:73–74,86–87. Dans une interview de 1988, Simon déclare ce qui suit
| « Of course I built squarely on Barnard, and have always felt deeply indebted to him; science is a cumulative endeavor...In the book itself there are fourteen references to Barnard...the notions of the contribution-inducement equilibrium, authority, and zone of acceptance were all derived from Barnard...What I would now regard as the principal novelties in Administative [sic] Behavior are the development of the concept of organizational identification...the description of the decision process in terms of the processing of decision premises, and the bounded rationality notions...Most of the rest is highly "Barnardian", and certainly even those "novel" ideas are in no way inconsistent with Barnard's view of organizations. » | « Naturellement, j'ai construit le livre en partant carrément de Barnard, et je me suis toujours senti profondément son débiteur. La science est un effort cumulatif... Dans le livre lui-même, il y a quatorze référence à Barnard... Les notions d'équilibre, d'autorité et de zone « d'acceptance » dérivent toutes de Barnard... Ce que je perçois maintenant comme les plus grandes nouveautés du comportement administratif, ce sont les développements sur l'identification organisationnelle... la description du processus de décision comme découlant de décisions sur les prémices et la notion de rationalité limitée... Presque tout le reste est hautement « barnardien », et certainement même ces nouvelles idées ne sont en rien en opposition avec les vues de Barnard sur l'organisation. » |

Dans leur étude sur Simon, Mitchell et Scott ont noté des similitudes entre les concepts d'autorité, d'équilibre organisationnel et de prise de décision chez Barnard et Simon.:349–352:9 Par exemple ce que Barnard appelle « zone d'indifférence » (l'acceptation sans se poser de question de l'autorité par un subordonné) devient chez Simon  « zone d'acceptance ».:350:266. Par ailleurs, selon Mitchell et Scott, Simon et Barnard pensent qu'une grande organisation contrôle le comportement des individus et manipule leurs opinions.:357–364
Parmi les philosophes qui ont influencé Herbert Simon, il est possible de citer : William James, John Dewey, A. J. Ayer, and Rudolf Carnap.:45–46,80,82,88,90,93,96,101,186,195,199,:53–54,58–59:99–101. Simon  juge que son approche philosophique  relève du positivisme logique.:45:253. Il a également  été influencé par le psychologue comportementaliste Edward Tolman et le sociologue Talcott Parsons.:86,114,190–191:101–105

## Sommaires des chapitres I-XI et de l'appendice
Dans l'édition anglaise, le texte et la pagination des 253 pages des chapitres I-XI et de l'appendice (Qu'est-ce que la science administrative ?) sont les mêmes dans les trois premières éditions. Dans la quatrième édition, bien que les textes des chapitres et de l'appendice soient les mêmes, la pagination est différente.

### Chapitre I. Prise de décision et organisation administrative
Ce chapitre est basé sur un article du même nom paru en 1944 dans la Public Administration Review. Simon distingue entre les jugements de valeur qui mènent à la sélection des buts finaux et les jugements factuels qui permettent d'atteindre de tels buts.:4–5:4 un sujet qu'il explore plus complèment au chapitre III. La relation  entre les individus et le groupe  dans la prise de décision est étudiée, notamment les influences qu'ont sur les individu, l 'exercice de l'autorité, le fait d'appartenir à une organisation, ainsi que les notions de loyauté, d'efficience, de conseil et d''information et la formation.:11–16:9–13

### Chapitre II. Quelques problèmes de théorie administrative
Ce chapitre est basé sur un article 1946 paru dans la Public Administration Review sous le titre Les proverbes de l'administration ("The Proverbs of Administration"), au début de ce chapitre, on trouve cette citation très remarquée ::20–21:29:279
| « It is a fatal defect of the current principles of administration that, like proverbs, they occur in pairs. For almost every principle one can find an equally plausible and acceptable contradictory principle. Although the two principles of the pair will lead to exactly opposite organizational recommendations, there is nothing in the theory to indicate which is the proper one to apply. To substantiate this criticism, it is necessary to examine briefly some of the leading principles. 1. Administrative efficiency is increased by a specialization of the task among the group 2. Administrative efficiency is increased by arranging the members of the group in a determinate hierarchy of authority 3. Administrative efficiency is increased by limiting the span of control at any point in the hierarchy to a small number 4. Administrative efficiency is increased by grouping the workers. » | « Les principes usels de l'administration présentent des défauts fatals qui comme les proverbes arrivent par paire. Pour presque chacun des principes, il est possible de trouver un principe contradictoire acceptable. Bien que les principes de la paire soient strictement opposés, rien en théorie n'indique lequel est à appliquer. Pour donner du corps à cette critique, il est nécessaire d'examiner brièvement quelques uns des principaux principes 1. L'efficience administrative est accrue par la spécialisation des tâches dans le groupe 2. L'efficience administrative augmente en plaçant les membres du groupe dans une hiérarchie d'autorité déterminée 3. L'efficience administrative augmente en réservant au petit nombre à chaque niveau hiérarchique la charge de contrôler 4. L'efficience administrative augment quand on regroupe les travailleurs. » |

Ces principes viennent d'un livre de 1937 Papers on the Science of Administration édité par Luther Gulick et Lyndall Urwick.:97 Après avoir souligné la faiblesse de ces quatre principes, notamment leur ambigüité et le fait de ne pas être fondé sur des preuves empiriques, Simon pose que « l'efficience globale doit être le principe directeur (over-all efficiency must be the guiding criterion) » des organisations administratives et que des méthodes scientifiques doivent être appliquées pour déterminer comment améliorer cette efficacité.:36,42–44:43,48–49

### Chapitre III. Faits et valeurs dans la prise de décision
Le chapitre III « Clarifie les aspects fondamentaux de la logique du choix." »:504 La  première section du chapitre fournit des détails clarifiant le chapitre I sur l'opposition entre faits et valeur. La seconde section sur politique et administration ("Policy and Administration" traite de la façon dont les branches législatives et exécutive d'un pays traitent des faits et des valeurs.:52–59:61–67

### Chapitre IV. Rationalité et comportement administratif
Après avoir vu comment les idées de moyens et de fins sont liées à la prise de décision ,:504 Simon  distingue entre  décisions objectives, subjectives, conscientes, délibérées, organisationnelles et personnellement rationnelles.:76–77:85

### Chapitre V. La psychologie des décisions administratives
Dans la première partie de ce chapitre intitulé La limite de la rationalité ("The Limits of Rationality"), Simon écrit ::81:93–94
| « Actual behavior falls short, in at least three ways, of objective rationality…: (1) Rationality requires a complete knowledge and anticipation of the consequences that will follow on each choice. In fact, knowledge of consequences is always fragmentary. (2) Since these consequences lie in the future, imagination must supply the lack of experienced feeling in attaching value to them. But values can be only imperfectly anticipated. (3) Rationality requires a choice among all possible alternative behaviors. In actual behavior, only a very few of all these possible alternatives ever come to mind. » | « Le comportement se distingue de la rationalité objective pour au moins trois raisons : (1) La rationalité requiert une connaissance complète des conséquences du choix. En fait la connaissance des conséquences est toujours fragmentaire (2)Puisque que les conséquences sont futures, l'imagination peut suppléer au manque de sentiments enracinés dans l'expérience en leur donnant de la valeur. Mais les valeurs peuvent être imparfaitement anticipées. (3)La rationalité requiert un choix parmi tous les comportements alternatifs possibles. En fait pratiquement seules très peu de ces alternatives nous viennent à l'esprit » |

Le reste du chapitre traite de « Le comportement en vue d'une fin chez les individus (Purposive Behavior in the Individual) » et  « L'intégration du comportement (Integration of Behavior). »

### Chapitre VI. L'équilibre d'une organisation
Comme résumé par Simon dans la quatrième édition dans un paragraphe intitulé Commentaire sur le Chapitre VI, l'idée centrale de ce chapitre est que « Le succès et la survie des organisations dépend de leur capacité à fournir des incitations suffisantes à leur membre de manière à s'assurer des contributions nécessaires à la réalisation des tâches de l'organisation (the survival and success of organizations depend on their providing sufficient incentives to their members to secure the contributions that are needed to carry out the organizations' tasks) ».:164

### Chapitre VII. Le rôle de l'autorité
Les chapitres VII-X traitent des quatre façons dont l'organisation peut influencer les décisions individuelles. Dans le  chapitre  VII, Simon traite la nature de l'autorité et du comment l'utiliser dans les organisations pour renforcer la responsabilité, obtenir des décisions marquées par l'expertise ainsi que pour coordonner les activités. Il décrit aussi quatre méthode visant à éviter les conflits d'autorité quand un employé a plusieurs supérieurs.

### Chapitre VIII. Communication
Simon définit la communication comme « un processus où  les prémisses de la décision sont transmises  d'un membre à l'autre d'une organisation (Any process whereby decisional premises are transmitted from one member of an organization to another) ».:154:208 La communication peut être formelle ou informelle et peut avoir besoin d' être archivée pour fournir une mémoire à l'organisation. Dans le commentaire du chapitre  VIII de la quatrième édition, Simon évoque les communications par voie d'internet qui n'existaient pas en 1947.:223–249

### Chapitre IX. Le critère d'efficience
Ce chapitre  développe un concept qui a déjà été mentionné brièvement dans les chapitres précédents.:14,122:12,149–150 Dans une organisation sans but lucratif « Le critère d'efficience pose qu'un individu sélectionnera une alternative qui maximise les revenus et minimise les coûts de façon à permettre le plus grand retour d'argent à l'organisation (an individual will select an alternative that will maximize income and minimize cost so as to "yield the greatest net (money) return to the organization) ».:172–173:250–251 Plus généralement  le critère suppose  « le choix de l'alternative qui génère le meilleur résultat pour un niveau de ressources donné (that choice of alternatives which produces the largest result for the given application of resources) ».:179:256 Dans le reste de ce chapitre, Simon répond aux détracteurs du critère d'efficience et souligne les méthodes permettant d'être plus efficient (i.e. par fonctionnalisation et par un processus de budgetement public).

### Chapter X.Loyauté et identification à l'organisation
Suivant Harold Lasswell, Simon  affirme qu' "« une personne s'identifie avec un groupe quand en prenant une décision, il évalue les diverses alternatives de choix en fonction de leurs conséquences sur son groupe. (A person identifies himself with a group when, in making a decision, he evaluates the several alternatives of choice in terms of their consequences for the specified group.) »:205:284  Une telle identification à l'organisation peut être associée à des décisions non optimales en termes d'efficicience de l'organisation ou de son adéquation aux buts qu'elle doit atteindre.:212:290

### Chapitre XI. L'anatomie d'une organisation
Simon décrit le processus de prise de décision organisationnelle et écrit ::240–241:322:263
| « The need for an administrative theory resides in the fact that there are practical limits to human rationality, and that these limits are not static, but depend upon the organizational environment in which the individual's decision takes place. The task of administration is so to design this environment that the individual will approach as close as practicable to rationality (judged in terms of the organization's goals) in his decisions. » | « Le besoin d'une théorie de l'administration vient du fait qu'il existe des limites pratiques à la rationalité humaine et que ces limites ne sont pas statiques mais dépendent de l'environnement organisationnel dans laquelle la décision d'un individu prend place. La tâche de l'organisation est de dessiner un environnent tel que l'individu pourra approcher dans ses décisions le plus possible la rationalité pratique telle que'elle découle des buts de l'organisation. » |

### Appendice: Qu'est-ce la science administrative?
Dans la partie finale du livre commune à toutes les éditions, Simon discute les aspects théoriques et pratiques (i.e., ceux permettant de mieux atteindre les objectifs) de la science de l'administration.